# Rostbiff

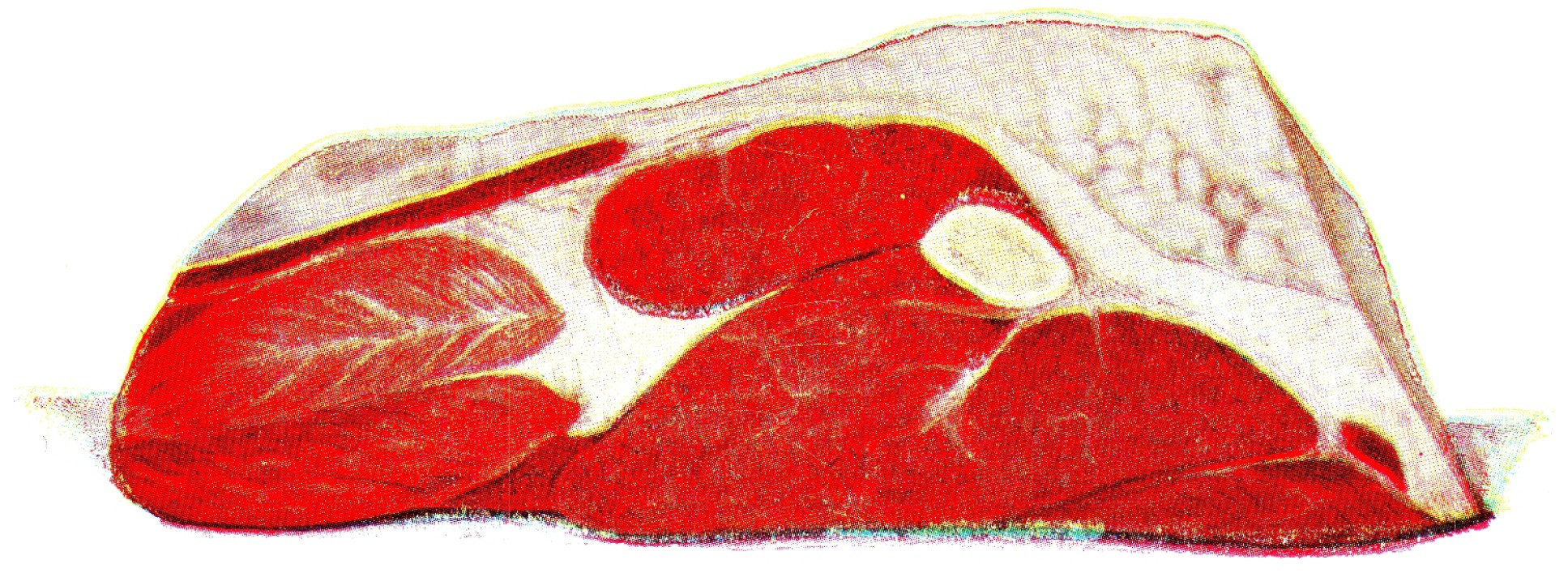
Rostbiff, från Iduns kokbok.

Rostbiff är nötkött som tillreds i ugn på relativt låg värme (125 °C–175 °C). Vid den lägre temperaturen får köttet en jämn rosafärgad snittyta, så kallad fransk rostbiff. Vid den högre ugnsvärmen blir snittytan ett rosa mittenparti med en omgivande gråbrun rand (så kallad engelsk rostbiff). Tunnskuren rostbiff förekommer ofta på smörgåsar ofta med remouladsås och rostad lök; den är även populär som picknickrätt, eftersom den kan serveras kallskuren ofta tillsammans med potatissallad, den är också en vanlig ingrediens på smörgåstårta. Rostbiff kan jämföras med tjälknöl, som dock tar mycket längre tid att tillaga.
Rostbiff räknas ofta som nationalrätt i England. Där har maträtten kulturella anor som sträcker sig tillbaka till 1731, då den omnämns i visan The Roast Beef of Old England. Rostbiffen har blivit så pass associerad med England att ett franskt smeknamn för engelsmän, les Rosbifs, började växa fram på 1800-talet.
Den moderna, amerikanska rostbiffssmörgåsen kan dateras till 1877 och bestod då av kall rostbiff, bröd och någon typ av sås.